# Bussnang
Bussnang és un municipi del cantó de Turgòvia (Suïssa), situat al districte de Weinfelden.

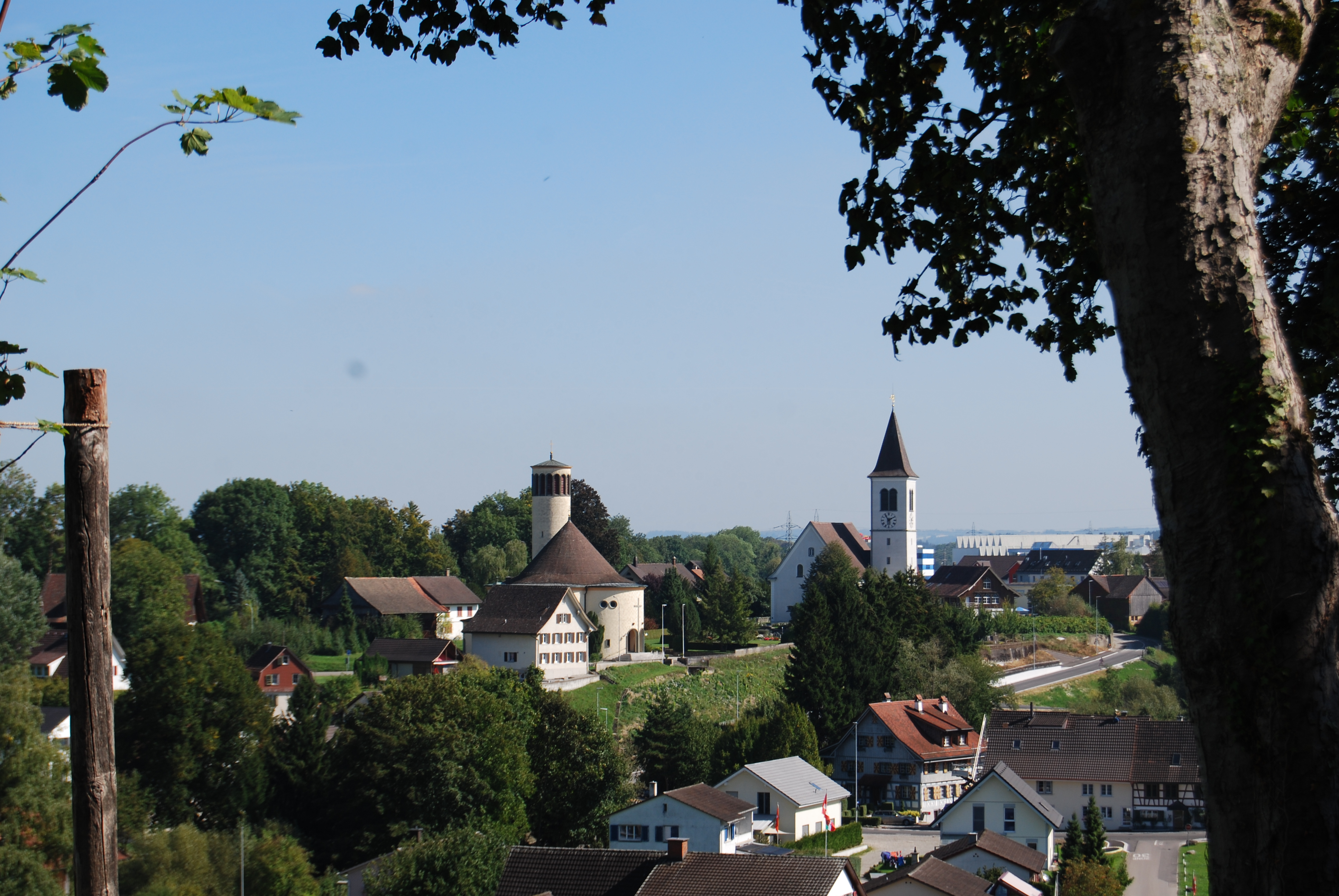
Bussnang